# 马泰奥·加里斯
马泰奥·加里斯（義大利語：Matteo Guarise，1988年9月15日—），意大利男子花样滑冰运动员，2013年冬季世界大学生运动会双人滑铜牌得主、2024年欧洲花样滑冰锦标赛双人滑铜牌得主。